# Marie Boivin
Marie-Anne Victoire Gillain Boivin (9 d'abril de 1773 - 16 de maig de 1841) va ser una llevadora francesa, inventora, i escriptora sobre obstetrícia. S'ha considerat una de les dones més importants en l'àmbit de la medicina del segle xix. Boivin va inventar un nou pelvímetre i un espècul vaginal. Els llibres sobre medicina que va escriure es van traduir a 150 idiomes i es van fer servir durant 150 anys.

## Biografia
Marie Anne Victoire Gillain va néixer el 1773 a Versalles. Va ser educada en una escola de monges a Étampes, on el seu talent va captar l'interès de la princesa Isabel de França, germana del rei Lluís XVI. Quan l'escola va ser destruïda durant la Revolució francesa, es va passar tres anys estudiant anatomia i obstetrícia.
Els seus estudis van quedar interromputs quan es va casar amb el buròcrata del govern Louis Boivin, el 1797. Louis Boivin va morir poc després, deixant Marie sense diners i amb una filla. Va esdevenir llevadora en un hospital local i el 1801 va assolir la plaça de superintendenta. Va convèncer Jean-Antoine Chaptal perquè creés una escola especial d'obstetrícia. Boivin va continuar estudiant medicina i es va fer alumna, assistenta i amiga de Marie-Louise Lachapelle. Boivin va rebre el seu diploma el 1800.
Quan el seu marit va morir, va retornar a París per ajudar Mme. Lachapelle a La Maternité. Durant aquesta època va portar una relació molt estreta amb el Dr. Chaussier. A causa de la gelosia de la seva amiga Mme. Lachapelle, Mme. Boivin va abandonar el seu càrrec el 1811, i va rebutjar l'oferta d'ocupar la plaça de Mme. Lachapelle, seguint la seva mort el 1822. Va acceptar una feina a l'hospital de París per a dones necessitades. Els pròxims anys va fer de codirectora o directora en nombrosos hospitals, inclòs l'Hospital General de Seine-et-Oise (1814), un hospital militar temporal (1815), l'Hospice de la Maternité, i la Maison Royale de Santé. També va participar en diverses societats mèdiques. Va publicar llibres i articles sobre les seves investigacions. El seu Mémorial de l'art des accouchements (1817) es va editar diverses vegades i es va convertir en un llibre de text popular.

## Contribucions
Boivin va inventar un pelvímetre i un espècul vaginal per poder dilatar la vagina i observar el cèrvix. Els seus invents no sols van ajudar pacients, també metges. Va ser una de les primeres a fer servir un estetoscopi per auscultar el cor d'un fetus. Va descobrir les causes de certs tipus d'hemorràgies, les causes d'alguns avortaments naturals i de malalties de la placenta i l'úter. Boivin també va ser una de les primeres cirurgianes a amputar el cèrvix en pacients amb creixements tumorals. Gràcies que Boivin va innovar i practicar cirurgies amb gran habilitat en el camp de la ginecologia, les universitats alemanyes es van obrir a la idea que les dones poguessin aprendre ginecologia.
Des del 1812 fins al 1823, Boivin va publicar moltes obres, tant originals com traduccions. La primera edició del Memorial de l'Art des Accouchemens va ser publicada el 1812. Incloïa apunts de les classes de Marie-Louise Lachapelle i el llibre es feia servir com a manual per a estudiants de medicina i d'obstetrícia. La tercera edició de Memorial de l'Art des Accouchemens va ser traduïda a diversos idiomes europeus. Els seus treballs sobre les causes de l'avortament va rebre una recomanació de la Reial Societat de Medicina de Bordeus. També va publicar articles sobre els seus propis casos i sobre l'espècul en butlletins de la Facultat de Medicina i l'Academia Reial de Medicina de París. Boivin més tard es va centrar en textos més avançats de ginecologia, com ara el Nouveau Traité des Hemorragies de l'Uterus i Traité de Maladies de l'Uterus et des Annexes, que va ser la seva obra més important. Incloïa 41 plaques i 116 figures que va acolorir ella mateixa.

### Obres seleccionades
- Mémorial de l'Art des Accouchmens (manual per a estudiants de medicina i d'obstetrícia), 1812[5]
- Nouveau traité des hémorragies de l'utérus (hemorràgies uterines), 1818[5]
- Mémorial de l'art des accouchemens (manual per a estudiants de medicina, tercera edició), 1824[3]
- Recherches sur une des causes les plus frequentes et la moins connue de l'avortement (les causes més freqüents i menys conegudes de l'avortament), 1828[7]
- Observations et reflexions sur les cas d'absorption de placenta (el cas de l'absorció de la placenta), 1829[7]
- Traité des Maladies de l'utérus et des annexes (malalties uterines), 1833[3]

## Honors
- Medalla d'Or al Mèrit Civil de Prússia, 1814[3][4]
- Grau en Medicina honorari de la Universitat de Marburg, 1827[4]
- Recomanació de la Reial Societat de Medicina de Bordeus[3]
- Membre de diverses societats mèdiques[3][7]
- Una enfermeria anomenada Mme. Boivin a la seva ciutat natal, Versailles[7]